# 아베롱주의 캉통
프랑스 아베롱주에는 총 23개의 캉통이 속해 있다. 2015년 3월 행정구역 총개편으로 인해 현재는 다음과 같이 설치되어 있다.
- 오브라케카를라데즈
- 아베롱에타른
- 코스콩탈
- 코스루지에르
- 세오르세갈라
- 엔에알주
- 로테두르두
- 로테몽바지누아
- 로테팔랑주
- 로테트뤼예르
- 밀로 1
- 밀로 2
- 몽뒤레키스타네
- 노르레브주
- 라스페제레브주
- 로데즈 1
- 로데즈 2
- 로데조네
- 생타프리크
- 타르네코스
- 발롱
- 빌프랑슈드루에르그
- 빌뇌부아제빌프랑슈아